# Georg von Peuerbach
Georg von Peuerbach (30. květen 1423, Peuerbach – 8. duben 1461, Vídeň) byl rakouský matematik a astronom.

## Život
Vystudoval filozofii a svobodná umění na Vídeňské univerzitě. Od roku 1458 zde přednášel matematiku.
Vydal tabulky s výpočty zatmění Slunce a Měsíce pod názvem Theoricae Novae Planetarum. Syntetizoval přitom učení o planetárních sférách (Eudoxovo a Aristotelovo) a Ptolemaiovou soustavou epicyklů a deferentů, jak je formuloval ve své slavné práci Almagest. V této podobě a s Peuerbachovým komentářem se s Ptolemaiovým systémem seznamoval nejen Mikuláš Koperník, ale ještě Galileo Galilei a Johannes Keppler. Peuerbach tvrdil, že každá planetární sféra je tvořena dvěma kulovými plochami, které vymezují největší a nejmenší vzdálenost planety od Slunce. Planeta se pohybuje mezi nimi, což způsobuje proměnnou jasnost planet.